# Antoniterkirche (Köln)

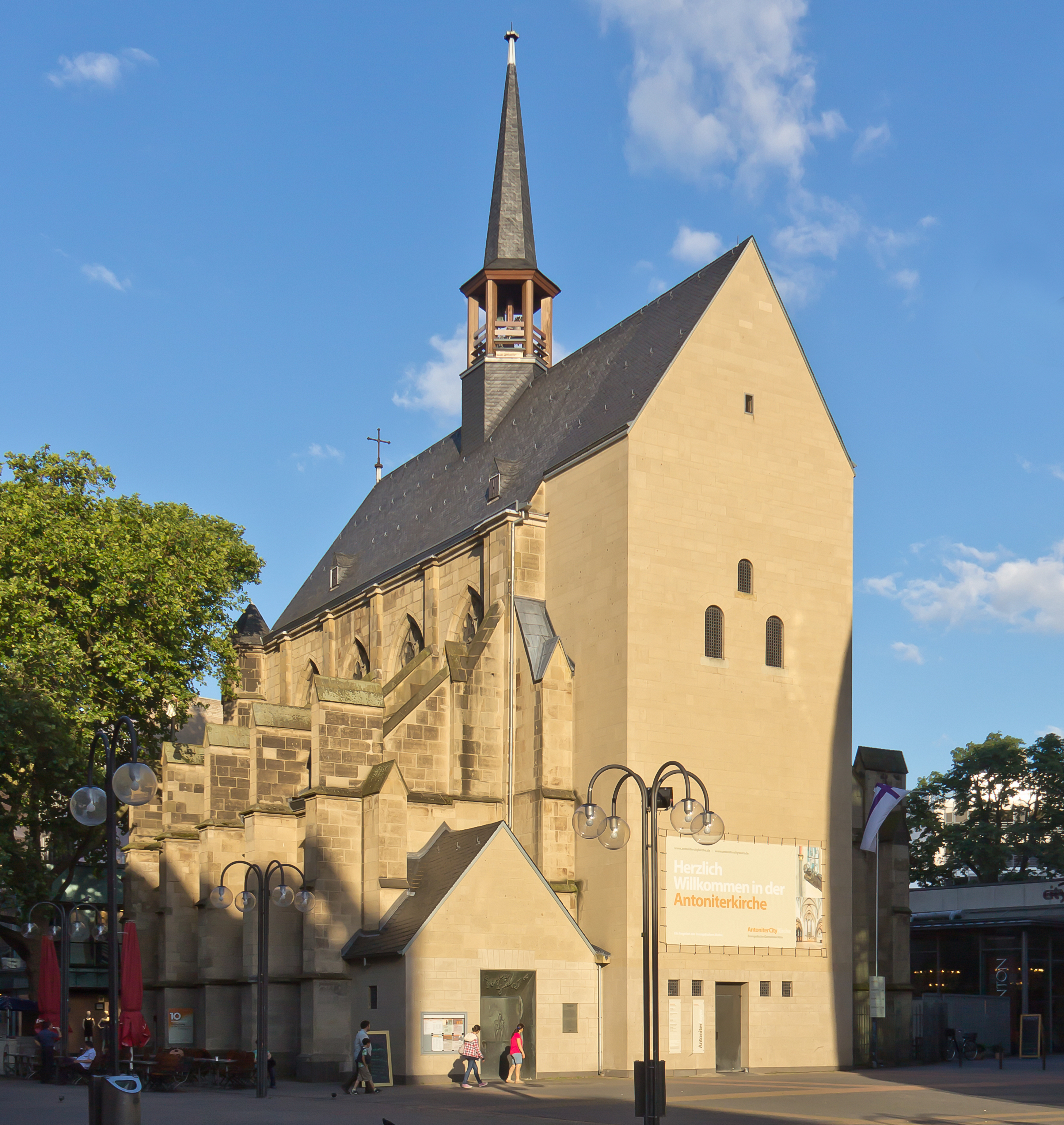
Antoniterkirche in Köln (2012)

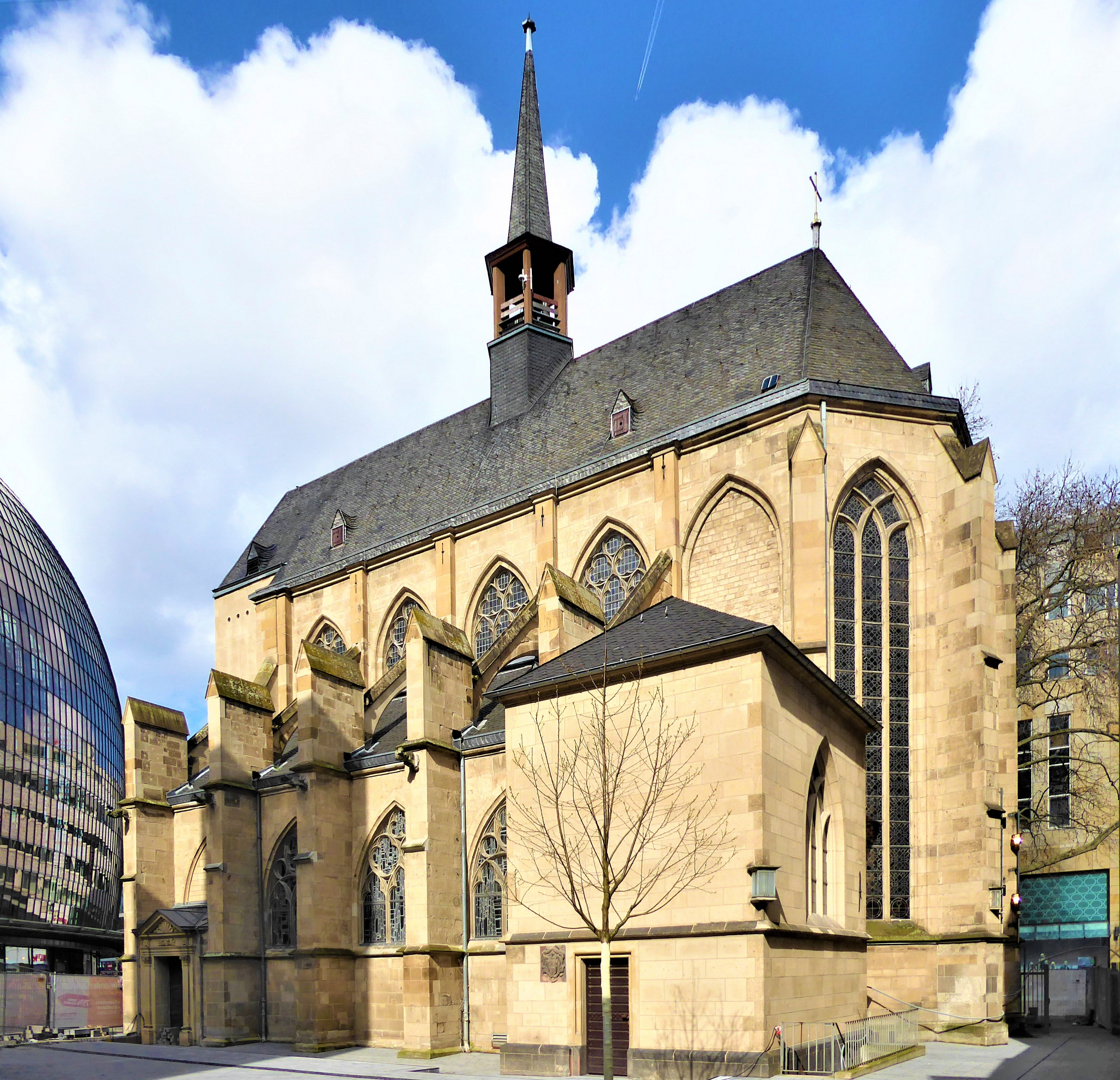
Ansicht von Südosten (2020)

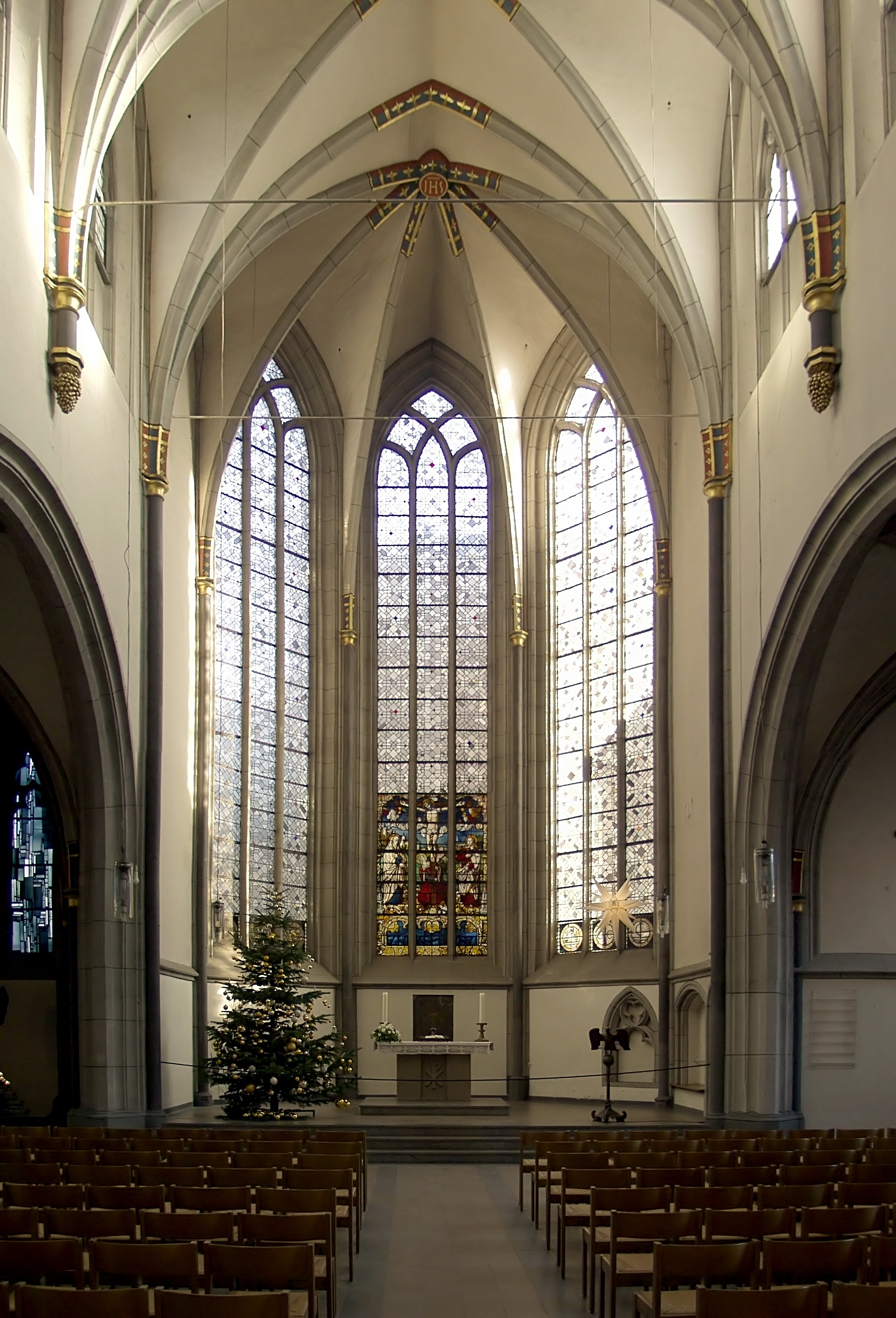
Innenraum gen Osten (2009)

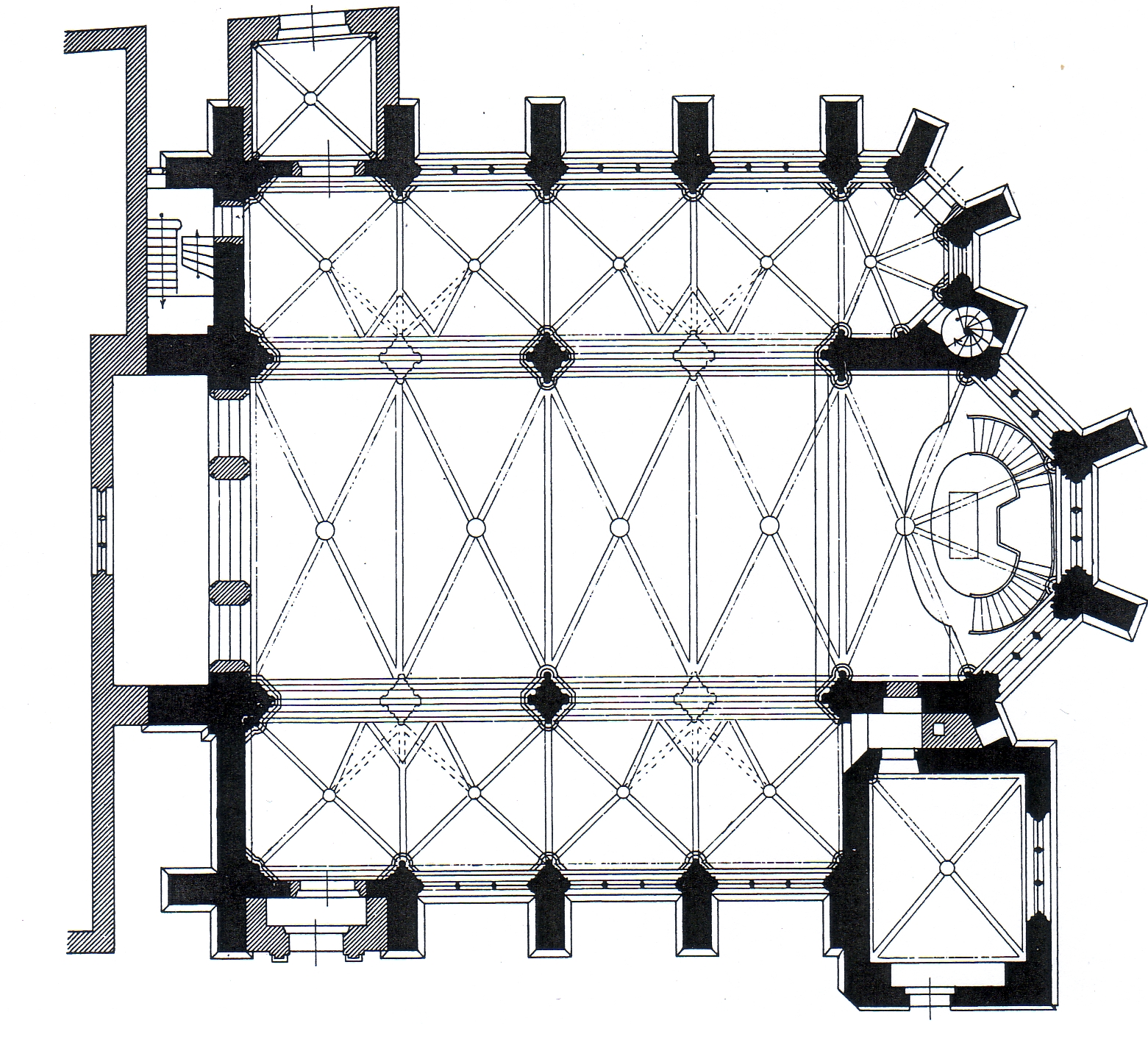
Grundriss 1913

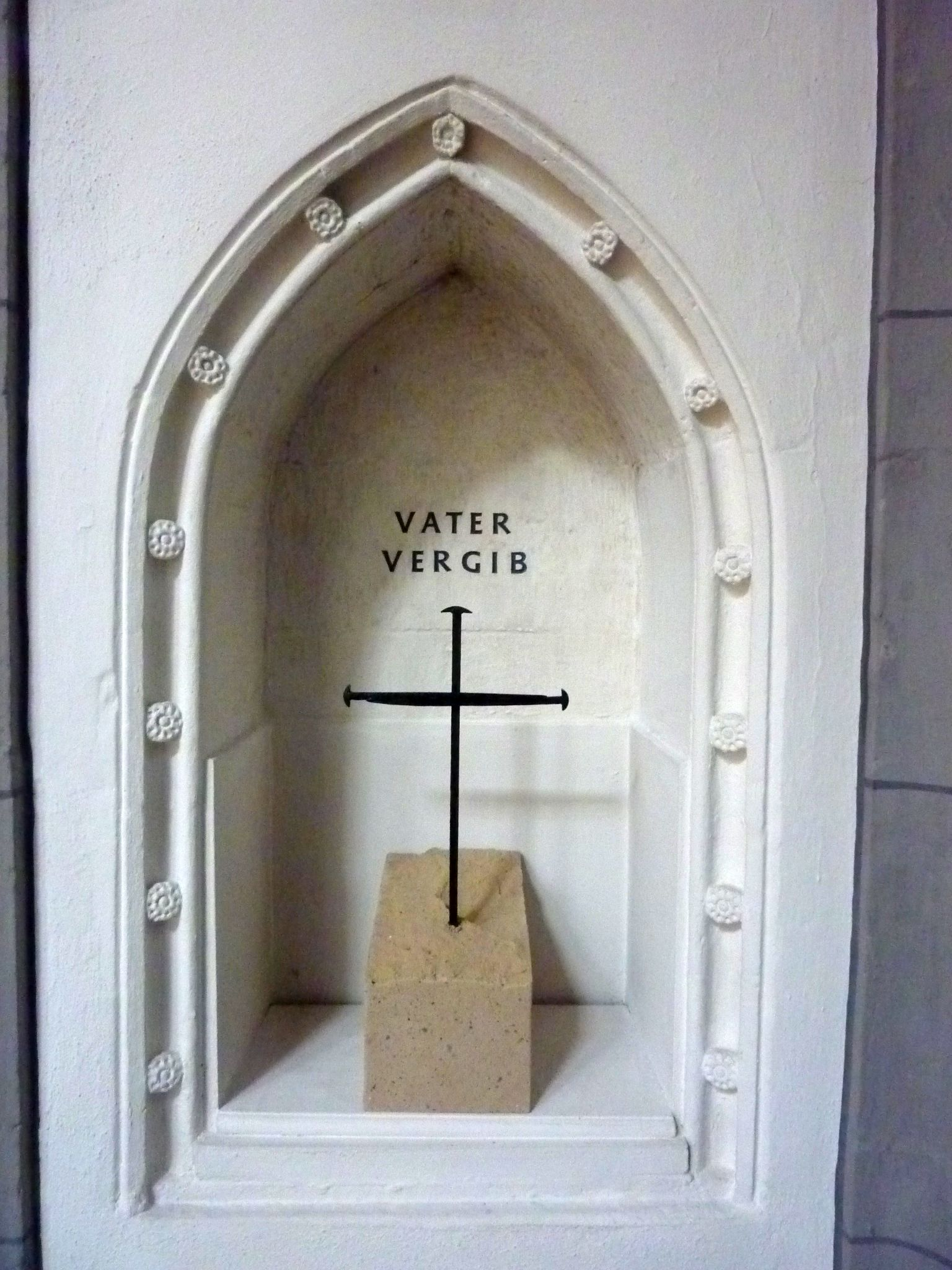
Nagelkreuz von Coventry in der nördlichen Seitenkapelle (2016)

Die evangelische Antoniterkirche ist eine gotische Kirche in der Kölner Innenstadt. Ihre zentrale Lage auf der Einkaufsstraße Schildergasse macht sie nach dem Dom zur meistbesuchten Kirche der Stadt. Überregional bekannt wurde die Antoniterkirche als Veranstaltungsort des Politischen Nachtgebets sowie durch das in ihr aufgehängte Kunstwerk Der Schwebende von Ernst Barlach. Die Antoniterkirche ist darüber hinaus auch die Taufkirche der Widerstandskämpferin Freya von Moltke sowie seit 2016 Mitglied der Nagelkreuzgemeinschaft.

## Baugeschichte

### Gründung
Der Antoniter-Orden errichtete in einer Bauzeit von 1350 bis 1370/1378 an dieser Stelle ein Kloster. Zu diesem gehörte auch die dem Schutzpatron des Ordens, dem heiligen Antonius dem Großen, geweihte Kirche, die im damals üblichen gotischen Stil mit Merkmalen einer Bettelordenskirche errichtet wurde. Die dreischiffige, gewölbte Basilika hat einen polygonalen Chor, das nördliche Seitenschiff weist einen eigenen Schlusschor auf. Anstelle eines Turmes trägt die Kirche einen Dachreiter.

### Säkularisation
Während der französischen Besetzung Kölns 1794 wurden die Klöster aufgelöst. Die durch die Franzosen zugebilligte Religionsfreiheit machte es nun auch den protestantischen Gemeinden Kölns möglich, ihre Gottesdienste öffentlich zu feiern. Bis dahin mussten die Gottesdienste entweder geheim abgehalten werden, oder es wurde ins bergische Mülheim oder das jülichsche Frechen ausgewichen. Die Franzosen boten den Kölner Protestanten 1802 einige der ehemaligen katholischen Klosterkirchen an, wobei die Wahl auf die Antoniterkirche fiel. Zu der Übernahme am 6. August 1802 gehörten auch einige der ehemaligen Klostergebäude.
In den Jahren 1802–1805 wurde die Kirche unter der Leitung von Ferdinand Franz Wallraf für die Bedürfnisse des evangelischen Gottesdienstes umgebaut. Unter anderem wurden einige Pfeiler entfernt, Emporen in den Seitenschiffen und im Westen eingebaut und ein Kanzelaltar errichtet. So fasste die relativ kleine Kirche bei ihrer Wiedereröffnung als evangelisches Gotteshaus am Rogatesonntag 1805 etwa 800 Menschen.
Gegen Ende des 19. Jahrhunderts besaß die evangelische Gemeinde Kölns mehrere größere und repräsentative Kirchen, wie die Trinitatiskirche. Daher wurde die drangvolle Enge der Antoniterkirche unter Berücksichtigung denkmalpflegerischer Gesichtspunkte durch einen weiteren Umbau beendet: Die Seitenemporen wurden wieder entfernt, ebenso der Kanzelaltar, der den Blick auf den gotischen Chorraum weitgehend verstellt hatte.

### Nachkriegszeit
Am 31. Mai 1942 zerstörte ein Luftangriff die Kirche weitgehend. Nach den Plänen Ferdinand Franz Wallrafs vom seinerzeitigen Umbau erfolgte 1946–1952 der Wiederaufbau unter dem Architekten Georg Eberlein. Im Westen wurde ein neuer Eingangsbereich mit Orgelempore errichtet, während der Rest der Kirche unter Einbeziehung der noch stehenden Teile wieder errichtet wurde.
Weitere Bauarbeiten dienten nur noch der Renovierung und Konservierung des Bauwerks. Am 18. Mai 1952 konnte erstmals wieder ein Gottesdienst gefeiert werden. Zur Wiedereinweihung kam unter anderem Bundespräsident Theodor Heuss.
1954 wurde der Dachreiter errichtet und 1961–1964 musste die Westfassade wegen des unmittelbar benachbarten Baus der Nord-Süd-Fahrt neu errichtet werden. 1979/1980 erhielt das Innere die originalgetreue farbliche Gestaltung des Mittelalters. 1994/1996 wurde das Mauerwerk der Längsfassaden erneuert und 2006 das Westwerk saniert. 2011 erfolgt eine umfangreiche Sanierung etwa der Beleuchtung und der elektrischen Leitungen.

## Ausstattung

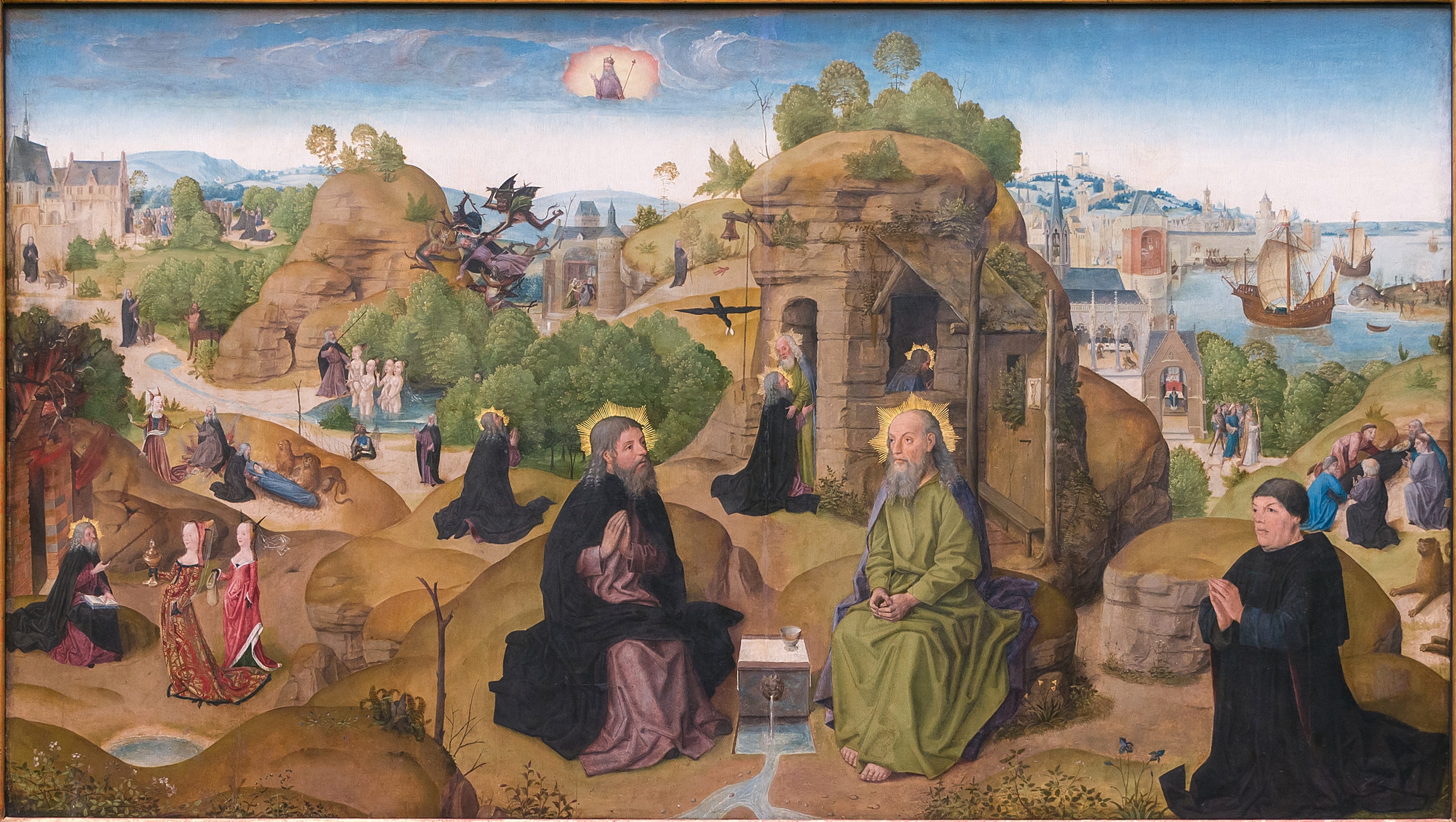
Legende des heiligen Antonius, heute München

Vor und während der französischen Besetzung Kölns wurden fast alle mittelalterlichen Ausstattungsgegenstände aus der Kirche entfernt. Einige davon wurden von den Brüdern Boisserée vor der Zerstörung bewahrt und verkauft, so die dem Jüngeren Meister der Heiligen Sippe zugeschriebene Legende des heiligen Eremiten Antonius mit Stifter an die Alte Pinakothek (Inventar-Nr. WAF 452).
Die farbigen Fenster fielen mit Ausnahme der Kreuzigung von 1520/1530 der Kriegszerstörung zum Opfer. Kirchbaumeister Georg Eberlein schuf zur Wiedereinweihung im Jahr 1952 die im Weltkrieg zerstörten Siegel-Fenster im Altarraum, die auf die ersten protestantischen Gemeinden in Köln und Umgebung verweisen. Sie zeigen von links nach rechts das Siegel der hochdeutsch-reformierten Gemeinde, der lutherischen Gemeinde Köln, der unierten Gemeinde auf der linken Seite, auf der rechten Seite von links nach rechts das Siegel der reformierten Gemeinde Frechen, das Alte Kölner Kirchensiegel sowie das Siegel der wallonisch-reformierten evangelischen Gemeinde Kölns. Von Alois Plum sind die Fenster im Erdgeschoss der Seitenschiffe aus den Jahren 1966/67.

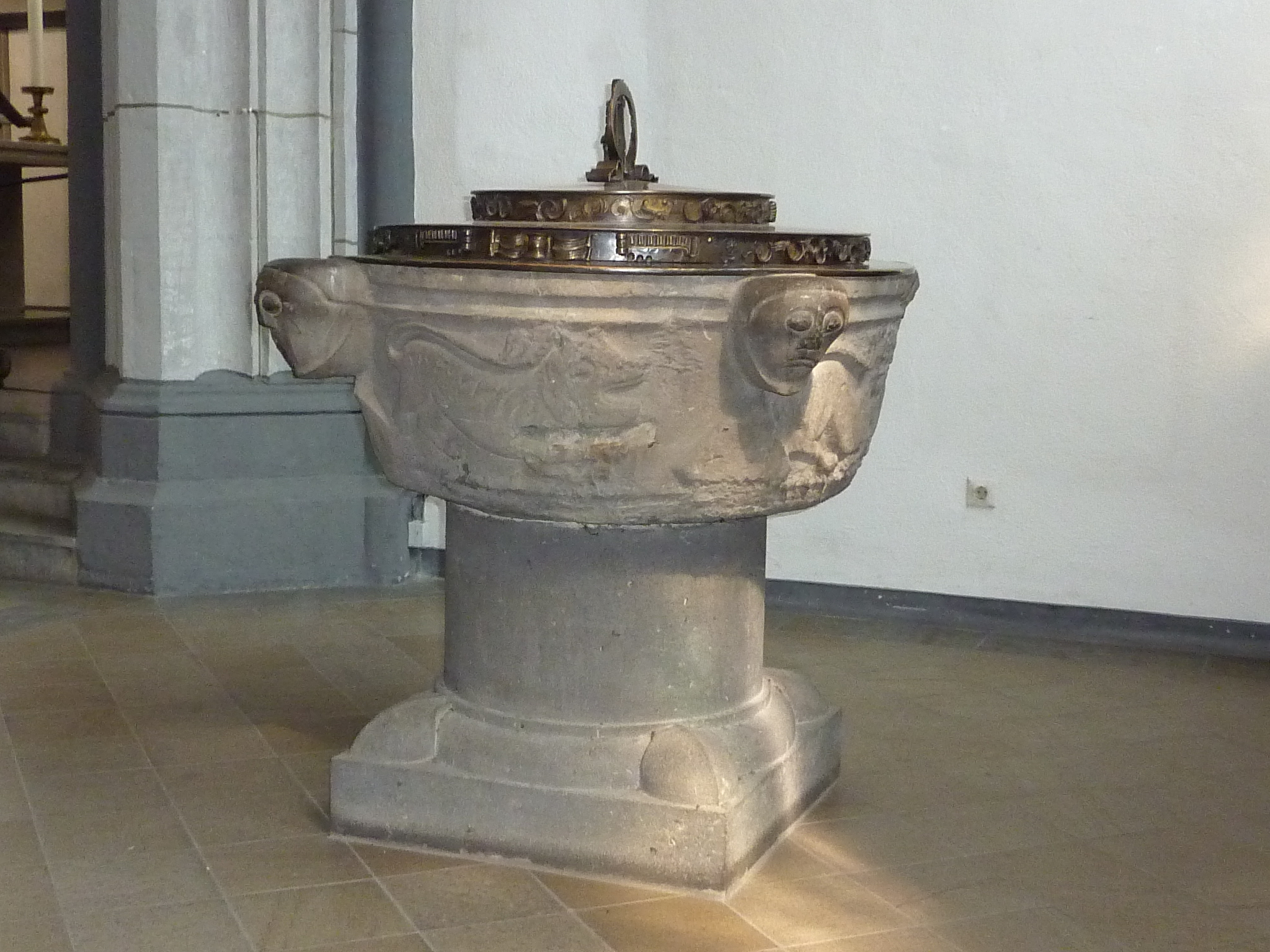
Romanischer Taufstein (2011)

### Romanischer Taufstein
Die Antoniterkirche besaß ursprünglich keinen Taufstein, da sie als Bettelordenskirche nicht die Taufrechte einer Pfarrkirche besaß. Dies änderte sich erst, als sie evangelische Gemeindekirche wurde. Bei dem heute im südlichen Seitenschiff aufgestellten romanischen Taufstein handelt es sich um eine niederrheinisch-maasländische Arbeit aus Naumurer Blaustein aus dem 12. Jahrhundert. An den Seiten befinden sich vier Eckköpfe, die Fabelwesen darstellen. Der Taufstein wurde der evangelischen Gemeinde vom Museum Schnütgen aus dessen Beständen zur Verfügung gestellt. Seine ursprüngliche Herkunft ist nicht genau geklärt.

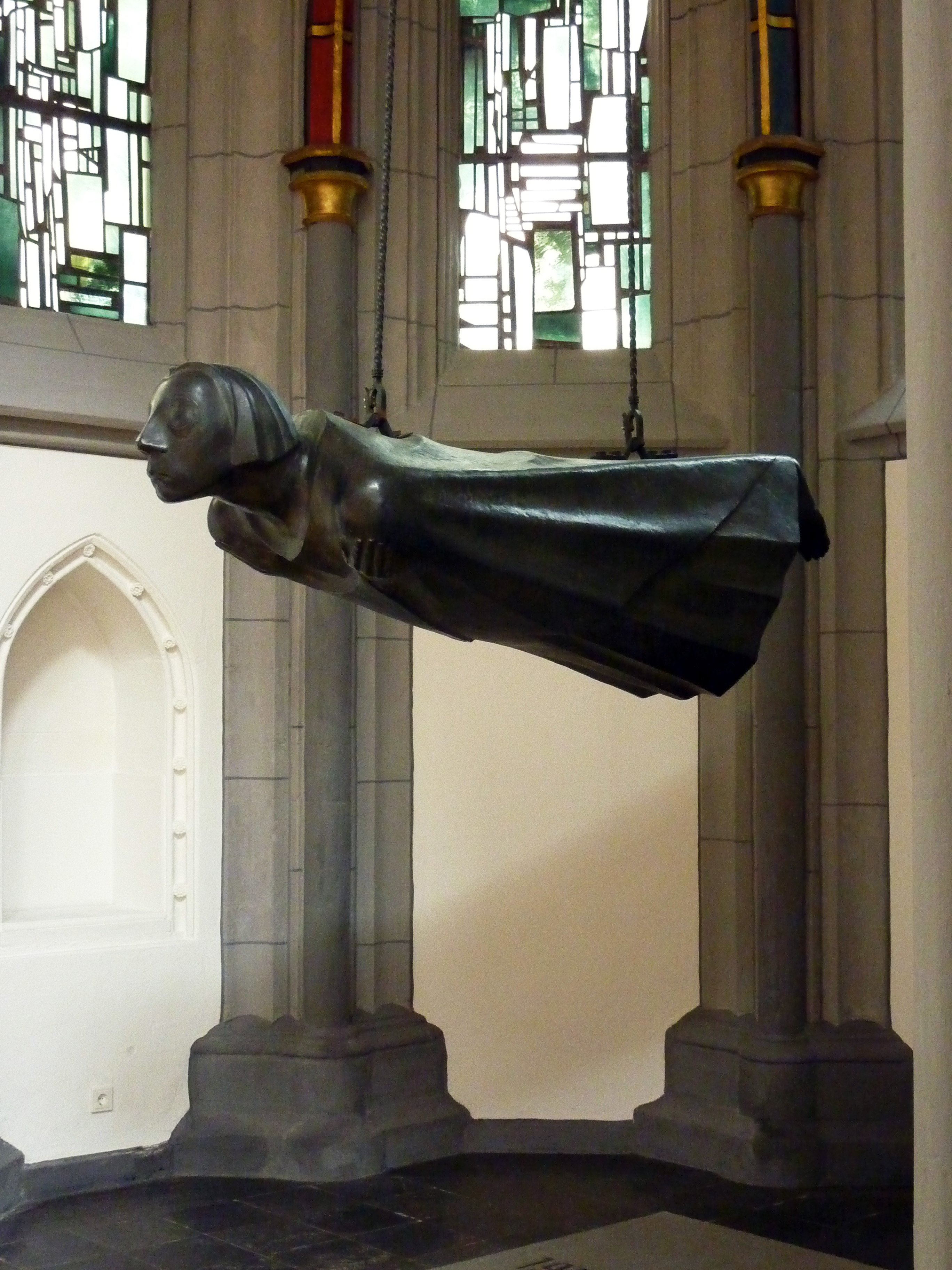
Der Schwebende von Ernst Barlach in der nördlichen Seitenkapelle (2012)

### Barlach-Kunstwerke
Über drei Ausstattungsstücke von Ernst Barlach verfügt die Antoniterkirche.
Herausragendstes Kunstwerk ist die in der nördlichen Seitenkapelle angebrachte Plastik Der Schwebende, der vielen als Hauptwerk von Ernst Barlach gilt. Hierbei handelt es sich um einen Zweitguss der Plastik von 1927, deren Original im Dom zu Güstrow als „entartete Kunst“ von den Nationalsozialisten eingeschmolzen wurde. 1952, zur Wiedereinweihung der Antoniterkirche, wurde die Plastik in der Kirche aufgehängt und ein dritter Guss 1953 wieder der Domgemeinde Güstrow übergeben. Die Figur trägt die Gesichtszüge der Künstlerin Käthe Kollwitz. Die Figur hängt über einer Steinplatte mit den Jahreszahlen des Ersten Weltkrieges, und den Jahren der nationalsozialistischen Herrschaft von 1933 bis 1945.
Anlässlich einer grundlegenden Renovierung der Kirche im Jahr 2011 kamen zwei weitere Kunstwerke Barlachs hinzu: das Kruzifix II, das im Südschiff über dem Taufstein angebracht ist und der Lehrende Christus, der gegenüber dem Kruzifix II aufgestellt ist.

### Orgel

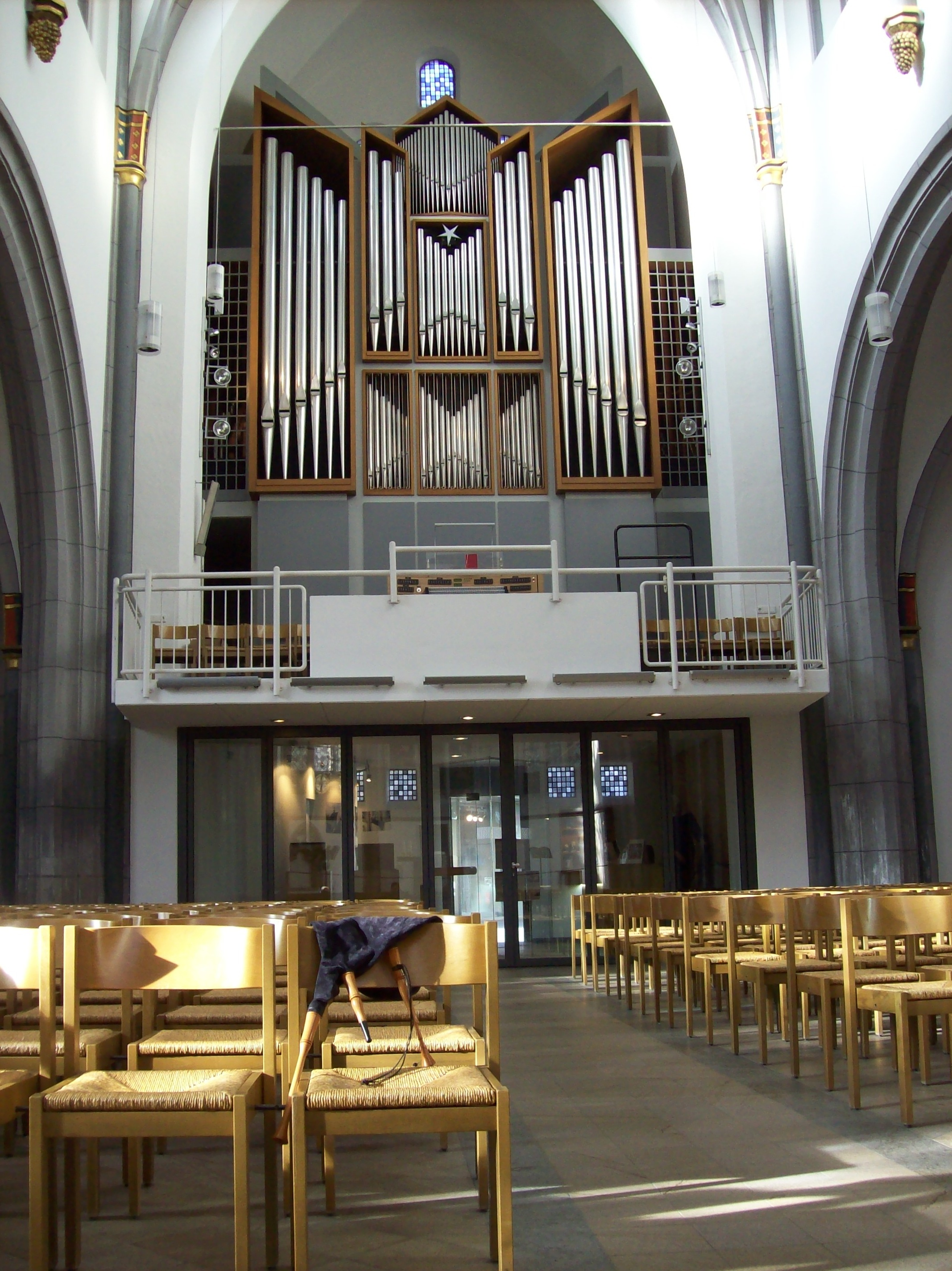
Blick auf den Orgelprospekt (2014)

Die Orgel der Antoniterkirche wurde 1969 durch die Orgelbaufirma Willi Peter erbaut. Das Instrument hat 45 Register (Schleifladen) auf drei Manualen und Pedal. Die Trakturen sind elektrisch. Sie wurde am 3. März 2013 nach umfangreicher Restaurierung, Austausch des Spieltisches und Erweiterung um acht Register und Zimbelstern wieder eingeweiht.
| I Hauptwerk C–g3 |                |          |
| 01.              | Holzgedackt    | 16′      |
| 02.              | Prinzipal      | 08′      |
| 03.              | Rohrflöte      | 08′      |
| 04.              | Oktave         | 04′      |
| 05.              | Kleingedackt 0 | 04′      |
| 06.              | Nasat          | 02 ⁄3′ 0 |
| 07.              | Gemshorn       | 02′      |
| 08.              | Terz           | 01 3⁄5′  |
| 09.              | Mixtur VI      | 02′      |
| 10.              | Trompete       | 08′      |

| II Positiv C–g3 |            |          |
| 11.             | Gedackt    | 08′      |
| 12.             | Prinzipal  | 04′      |
| 13.             | Rohrflöte  | 04′      |
| 14.             | Oktave     | 02′      |
| 15.             | Quintflöte | 01 ⁄3′ 0 |
| 16.             | Scharf III | 01′      |
| 17.             | Dulcian    | 08′      |
|                 | Tremulant0 |          |

| III Schwellwerk C–g3 |                     |          |
| 18.                  | Metallgedackt       | 16′      |
| 19.                  | Principal           | 08′      |
| 20.                  | Offenflöte          | 08′      |
| 21.                  | Englische Gambe 0   | 08′      |
| 22.                  | Schwebung           | 08′      |
| 23.                  | Oktave              | 04′      |
| 24.                  | Nachthorn           | 04′      |
| 25.                  | Querflöte           | 02′      |
| 26.                  | Cornett III (ab c0) |          |
| 27.                  | Hintersatz IV       | 01 ⁄3′ 0 |
| 28.                  | Trompete            | 08′      |
| 29.                  | Oboe                | 08′      |
|                      | Tremulant           |          |

| Auxiliar C–g2 |                   |          |
| 30.           | Soloflöte         | 08′      |
| 31.           | Geigenprinzipal 0 | 08′      |
| 32.           | Geigenprinzipal   | 04′      |
| 33.           | Echomixtur IV     | 02 ⁄3′ 0 |
| 34.           | Tuba              | 16′      |
| 35.           | Horn              | 08′      |
| 36.           | Horn              | 04′      |

| Pedal C–f1 |                   |        |
| 37.        | Prinzipal         | 16′    |
| 38.        | Subbaß            | 16′    |
| 39.        | Oktave            | 08′    |
| 40.        | Kammerbaß         | 08′    |
| 41.        | Superoktave       | 04′    |
| 42.        | Rauschpfeife IV 0 | 02 ⁄3′ |
| 43.        | Posaune           | 16′    |
| 44.        | Trompete          | 08′    |
| 45.        | Clarine           | 04′    |

- Koppeln
  - Normalkoppeln: II/I, III/I, III/II, I/P, II/P, III/P
  - Suboktavkoppeln: I/I, II/I, III/II, III/I, III/III
  - Superoktavkoppeln: III/I, III/III, P/P
- Effektregister: Zimbelstern, Winddrossel
- Spielhilfen: 256fache Setzeranlage, Crescendowalze
- Anmerkungen:

1. ↑  Jedes Register ist einzeln auf jedes Manualwerk und das Pedal registriertbar.

### Glocken
Bis zum Zweiten Weltkrieg hingen im Dachreiter zwei Glocken aus dem Jahre 1771 des im Kölner Raum vielbeschäftigten Meisters Martin Legros. Während des Krieges verbrannten die Glocken samt Dachreiter. 1956 wurden drei Glocken der Glocken- und Kunstgießerei Rincker aus Sinn (357 kg; Töne d″, e″ und g″) in den neu errichteten Dachreiter gehängt.
In Anbetracht der zahlreichen gottesdienstlichen Anlässe der Gemeinde wurde ein neues, umfangreicheres Geläut aus sechs Glocken konzipiert. Im Oktober 2015 wurden von der Eifeler Glockengießerei Mark in Brockscheid die beiden kleineren Glocken gegossen und im Januar 2016 im Dachreiter aufgehängt; diese beiden Glocken spielen in ihrer Größe und Gestaltung auf die Glocken von 1771 an: Die Marien- und Michaelsglocke trägt Reliefs der sogenannten Stalingradmadonna sowie des hl. Michael von Coventry. Auf der Antoniusglocke ist ein Relief des hl. Antonius des Großen eingegossen.
Im Juli 2017 wurden in der Eifeler Glockengießerei die vier größeren Glocken gegossen, für deren Unterbringung im Westwerk ein neuer Glockenstuhl errichtet wurde.
| Nr. | Name                               | Gussjahr | Masse (kg, ca.) | ∅ (mm) | Schlagton | Inschrift |
| --- | ---------------------------------- | -------- | --------------- | ------ | --------- | --- |
| 1   | Dreifaltigkeit (Festglocke)        | 2017     | 810             | 1020   | b1        | Schulter: + GLORIA PATRI ET FILIO ET SPIRITV SANCTO + / + SICVT ERAT IN PRINCIPIO ET NVNC ET SEMPER ET IN SAECVLA SAECVLORVM + AMEN + Glockenmantel: SANCTVS DEVS / SANCTVS FORTIS / SANCTVS IMMORTALIS MISERERE NOBIS                                                     |
| 2   | Christus (Sonntagsglocke)          | 2017     | 440             | 860    | c2        | Schulter: + TV REX GLORIAE CHRISTE + TE ERGO QUAESVMVS TVIS FAMVLIS SVBVENI QVOS PRETIOSA SANGVINE EDEMISTI + / + AETERNA FAC CVM SANCTIS TVIS IN GLORIA NVMERARI + Glockenmantel: CRVCEM TVAM / ADORAMVS DOMINE ET SANCTAM RESVRRECTIONEM TVAM / LAVDAMVS ET GLORIFICAMVS |
| 3   | Apostel                            | 2017     | 290             | 760    | des2      | Schulter: TE GLORIOSVS APOSTOLORVM CHORVS + TE PROPHETARVM LAVDABILIS NVMERVS + / + TE MARTYRVM CANDIDATVS LAVDAT EXERCITVS + |
| 4   | Reformation                        | 2017     | 200             | 680    | es2       | Schulter: + PRO CHRISTO ERGO LEGATIONE FVNGIMVR TAMQVAM DEO EXHORTANTE PER NOS + / + OBSECRAMVS PRO CHRISTO RECONCILIAMINI DEO + Glockenmantel: 500 JAHRE REFORMATION 1517–2017                                                                                            |
| 5   | St.-Marien-und-Michael (Aveglocke) | 2015     | 163             |        | f2        | Schulter: MARIAE MATRI VIRGINI + MICHAELI ANGELORVM PRINCIPE Ostseite: ET VERBVM CARO FACTVM EST / ALLELVWA Westseite: IN PARADISVM DEVCANT TE ANGELI Wolm, umlaufend: 1771 von Martin Legros geschaffen + 1942 vernichtet + 2015 neu entstanden zur Ehre Gottes           |
| 6   | St. Antonius (Horenglocke)         | 2015     | 123             |        | as2       | Schulter: ANTONIO ABATI SANCTO DOMVS PROTECTORI, Darunter: VOX CLAMANTIS IN DESERTO Wolm, umlaufend: 1771 von Martin Legros geschaffen + 1942 vernichtet + 2015 neu entstanden zur Ehre Gottes                                                                             |

Neben dem Geläut zu Gottesdiensten, dem täglichen Betläuten sowie dem Läuten zu Ölberggebet und Todesstunde Christi am Donnerstagabend bzw. Freitagnachmittag wird jeden Sonnabend auf 17 Uhr der Sonntag mit den Glocken von St. Aposteln und St. Peter (Pfarrverband Kirche(n) am Neumarkt) auf ökumenischer Ebene eingeläutet.

## Funktionsträger und Gottesdienste
Die Citykirchenpfarrstelle der Antoniterkirche hatte bis Oktober 2009 Bertold Höcker inne, der dann Superintendent des Kirchenkreises Berlin Stadtmitte wurde. Der Vakanzvertreter Markus Herzberg wurde am 3. September 2010 vom Presbyterium zu seinem Nachfolger gewählt. Träger der Citykirchenarbeit sind die Evangelische Gemeinde Köln und der Evangelische Kirchenverband Köln und Region (ehemals Stadtkirchenverband Köln). Der derzeitige Kirchenmusiker ist Kirchenmusikdirektor Johannes Quack.
Seit den Evangelischen in Köln ab 1802 wieder öffentliche Gottesdienste erlaubt waren, feierten reformierte und lutherische Gläubige gemeinsam. In der Regel wurde der Gottesdienst im Wechsel von lutherischen und reformierten Pfarrern gehalten – in der Antoniterkirche wurde somit ab 1805 trotz noch teilweise bis 1973 bestehender Differenzen die Kirchenunion bereits praktiziert, ehe sie 1817 vom preußischen König Friedrich Wilhelm III. proklamiert wurde.
Diese Tradition besteht bis heute weiter: Die Gottesdienste an der Antoniterkirche folgen jeweils abwechselnd der reformierten, der unierten oder der lutherischen Tradition, so dass die drei Haupttraditionen des deutschen Protestantismus vertreten sind. Sonntags feiert die Gemeinde um 10 Uhr Gottesdienst mit Abendmahl, meist in Form der luth. Messe, und um 18 Uhr einen weiteren Gottesdienst. Zudem werden an vielen Festtagen, die im Liturgischen Kalender aufgeführt werden, Gottesdienste gefeiert. Von Montag bis Freitag findet jeweils um 18 Uhr die 10-Minuten-Andacht statt. Die ökumenischen Gottesdienste für Unbedachte widmen sich an jedem dritten Dienstag im Monat um 18 Uhr den Verstorbenen, die ohne eine eigene Feier durch die Stadt Köln bestattet wurden. Dies geschieht im jährlichen Wechsel mit St. Aposteln. Weitere Gottesdienstformen sind die Ökumenischen Abendgebete am letzten Sonntag im Monat um 18 Uhr und die Heilungsgottesdienste, die drei- bis viermal im Kirchenjahr angeboten werden.
Ab 1968 fand in der Antoniterkirche das Politische Nachtgebet statt. Als Nachfolgeveranstaltung wurde unter Pfarrer Kurt-Werner Pick die Reihe der Stadtpredigten etabliert, in der Prominente aus Kultur und Politik die Predigt hielten – neben prominenten Theologen wie Wolfgang Huber, Fulbert Steffensky, Peter Beier, Heinz Zahrnt, Dorothee Sölle und Friedrich Schorlemmer etwa Hanns Dieter Hüsch, Alice Schwarzer, Norbert Blüm oder Fritz Pleitgen.
Funktionen der Citykirchenarbeit sind die Evangelische Informationsstelle Köln, die Evangelische Kircheneintrittsstelle und das Café Stanton im CityPavillon an der Antoniterkirche und das Stadtführungsprogramm AntoniterCityTours. Erbaut wurde 2002 der CityPavillon, der sich einem breiten Publikum öffnet, von dem Kölner Architekten Ulrich Coersmeier. Dieser wich bereits schnell wieder einem 2020 eröffneten Neubau, genannt AntoniterQuartier. Auf sechs Etagen und circa 3300 Quadratmetern entstand nach einem Entwurf des Architekturbüros trint+kreuder d.n.a für 28 Millionen Euro ein Bauensemble für Gemeinderäume sowie Gastronomie, Dienstleistung, Wohnen und Handel. Im Zuge der Bauarbeiten wurde im Jahr bei archäologischen  Ausgrabungen des Römisch-Germanischen Museums ein römischer Großbau freigelegt. Das Gebäude hatte Ausmaße von zwanzig mal neun Metern zuzüglich eines Anbaus und war vermutlich zweigeschossig. Errichtet wurde es wahrscheinlich im 2. Jahrhundert nach Christus. Interpretiert wird es als älteste Bibliothek Deutschlands. Durch Planänderungen konnte das für die Kölner Stadtgeschichte und -archäologie wichtige Bodendenkmal in großen Teilen dauerhaft erhalten werden.
Ab August 2012 standen in einem der Kirche benachbarten Gebäude, das einst als Kindergarten gedient hatte, zwei Räume als Scriptorium im Rahmen eines Stipendiums zur Verfügung. 2012 waren es die Kölner Krimiautorin Christina Bacher und die Kölner Erzählerin Sabine Schiffner. Danach fand das Projekt keine Fortsetzung, weil auch dieses Gebäude dem AntoniterQuartier wich.

## Kirchenmusik
1948 wurde durch Wolfgang Auler der Chor der Antoniterkirche gegründet. Von 1952 bis 1990 leitete Karl Achilles den Chor bis zur Amtsübernahme durch Johannes Quack. 2005 wurde der Chor durch ein Amateurorchester ergänzt. Ebenfalls 2005 wurde von Bertold Höcker die Oekumenische Choralschola Köln an der Antoniterkirche begründet, die das gregorianische Repertoire im evangelischen Gottesdienst singt. Hierzu bedient sie sich der ältesten erreichbaren semiologischen Handschriften. Auf Bertold Höcker folgten als Leiter der Choralschola Daniel Rösler und später Manfred Loevenich. Der Kammerchor Constant an der Antoniterkirche unter der Leitung des Hochschuldozenten Harald Jers formte sich 2006. Der Förderverein Kirchenmusik an der Antoniterkirche Köln unter dem Vorsitz des Organisten und Musikpädagogen Johannes Geffert widmet sich der langen und reichen Tradition kirchenmusikalischer Aktivitäten weit über die Antoniterkirche hinaus.
So fördert er unter anderem die monatlich stattfindenden Bach-Kantaten-Gottesdienste sowie die Reihe KirchenTöne mit ihren jährlich 30 bis 35 zumeist kostenfreien Konzerten.